# Fernand Labori
Fernand Gustave Gaston Labori, född 18 april 1860, död 14 mars 1917, var en fransk advokat.
Labori var 1887-92 redaktör för Gazette du Palais, och gjorde sig berömd som brottmålsadvokat bland annat som företrädare för Alfred Dreyfus och Émile Zola 1898-99, för Charles Humbert mot "Matin" 1908, för Henriette Caillaux i åtalet för mordet på Gaston Calmette 1914.